# Tipula evalynae
Tipula evalynae är en tvåvingeart som beskrevs av Gelhaus 2005. Tipula evalynae ingår i släktet Tipula och familjen storharkrankar. Inga underarter finns listade i Catalogue of Life.